# Comatricha
Comatricha is een geslacht van slijmzwammen behorend tot de familie Amaurochaetidae. De typesoort is Comatricha nigra.

## Kenmerken
De vruchtlichamen (sporocarpen) zijn gesteeld en hebben bolvormige, ei-, spoelvormige of cilindrische sporocarpen. Ze groeien verspreid, samen of dicht gegroepeerd. Het omhulsel (peridium) verdwijnt vroeg en wordt bij veel soorten niet waargenomen. Soms blijven er restanten aan de punt van de steel plakken. Het blijft zelden langer op de sporen zitten.
De steel bestaat uit parallelle of ineengestrengelde vezels. Aan de basis is het netachtig. Soms is hij hol. De voortzetting van de steel (columella) strekt zich in ieder geval uit tot in het midden, vaak tot aan de bovenkant van het sporenkapsel.
Het capillitium ontstaat uit alle delen van de columella. Het is vertakt en vormt vaak een intern netwerk. Het heeft nauwelijks verbrede gebieden. Het is aan de rand gedraaid en heeft talloze vrije uiteinden. Soms zijn er gesloten mazen.
De sporen zijn bruin, roodachtig bruin, donkerbruin of zwart in bulk. Het plasmodium is waterig wit tot melkwit, zelden gelig.

## Soorten
Volgens Index Fungorum telt het geslacht 31 soorten (peildatum februari 2023):
| Soortnaam                                       | Auteur(s)                                           | Publicatiejaar |
| ----------------------------------------------- | --------------------------------------------------- | -------------- |
| Comatricha afroalpina                           | Rammeloo                                            | 1983           |
| Comatricha alpina                               | Kowalski                                            | 1973           |
| Comatricha alta (Langharig kroeskopje)          | Preuss                                              | 1851           |
| Comatricha anomala                              | Rammeloo                                            | 1976           |
| Comatricha argentinae                           | J.R. Deschamps                                      | 1974           |
| Comatricha brachypus                            | (Meyl.) Meyl.                                       | 1929           |
| Comatricha clavicolumella                       | B. Zhang & Yu Li                                    | 2016           |
| Comatricha ellae (Netvormig kroeskopje)         | Härk.                                               | 1978           |
| Comatricha filamentosa (Engelenhaarkroeskopje)  | Meyl.                                               | 1921           |
| Comatricha fragilis (Kaal kroeskopje)           | Meyl.                                               | 1925           |
| Comatricha kowalskii                            | T.N. Lakh. & Mukerji                                | 1977           |
| Comatricha laxa (Open kroeskopje)               | Rostaf.                                             | 1875           |
| Comatricha laxifila (Doorzichtig kroeskopje)    | R.K. Chopra & T.N. Lakh.                            | 1992           |
| Comatricha longipila (IJl kroeskopje)           | Nann.-Bremek.                                       | 1962           |
| Comatricha meandrispora                         | A. Castillo, G. Moreno & Illana                     | 1993           |
| Comatricha mirabilis                            | R.K. Benj. & Poitras                                | 1950           |
| Comatricha nigra (Langstelig kroeskopje)        | (Pers. ex J.F. Gmel.) J. Schröt.                    | 1885           |
| Comatricha nivalis                              | G. Moreno, Ant. Sánchez & A. Castillo               | 2012           |
| Comatricha nutans                               | Shuang L. Chen                                      | 1999           |
| Comatricha orthotricha                          | Bratteng                                            | 1975           |
| Comatricha parvispora                           | Dhillon & Nann.-Bremek.                             | 1977           |
| Comatricha parvula                              | G. Moreno, López-Villal., A. Castillo & J.R. García | 2018           |
| Comatricha pellucida                            | G. Moreno & Illana                                  | 1992           |
| Comatricha pulchella (Golvend kroeskopje)       | (C. Bab.) Rostaf.                                   | 1876           |
| Comatricha reticulospora                        | Ing & P.C. Holland                                  | 1967           |
| Comatricha rigidireta (Grootsporig kroeskopje)  | Nann.-Bremek.                                       | 1966           |
| Comatricha rutilipedata (Veelvormig kroeskopje) | H. Marx                                             | 1999           |
| Comatricha subalpina                            | M.L. Farr & S.L. Stephenson                         | 1987           |
| Comatricha tenerrima (Spits kroeskopje)         | (M.A. Curtis) G. Lister                             | 1919           |
| Comatricha variabilis                           | R.K. Chopra & T.N. Lakh.                            | 1992           |
| Comatricha vineatilis                           | Nann.-Bremek.                                       | 1989           |